# Allium exaltatum
Allium exaltatum là một loài thực vật có hoa trong họ Amaryllidaceae. Loài này được (Meikle) Brullo, Pavone, Salmeri & Venora mô tả khoa học đầu tiên năm 2004.